# Macintosh File System
Il Macintosh File System (MFS) è un file system creato da Apple ed introdotto con il primo Macintosh il 24 gennaio 1984.

## Caratteristiche
Il Macintosh File System è stato sviluppato specificatamente per la formattazione dei floppy disk da 400 KB utilizzati sul primo Macintosh. Esso introduce le resource fork, una parte del file system stesso utilizzata per memorizzare metadati utilizzati dall'interfaccia grafica del nuovo sistema operativo quali le icone delle applicazioni, ma anche altre informazioni aggiuntive dei file.
È un file system di tipo piatto, ossia non supporta le cartelle e tutti i file sono salvati a livello di root. Grazie all'utilizzo dei metadati il sistema operativo può simulare la presenza di cartelle rinominando il cestino, che è presente in ogni finestra del Finder.
Internamente supporta nomi di file lunghi fino a 255 caratteri anche se il Finder permette al massimo 31 caratteri.
Il Macintosh File System è stato il file system standard del System 1 e del System 2; è stato sostituito nel System 3 dall'Hierarchical File System, introdotto per supportare l'Hard Disk 20 del Macintosh 512K nel 1985.
Il supporto al Macintosh File System è terminato con il System 7.6.1.